# Petrovičky (Týniště nad Orlicí)
Petrovičky (německy Klein Petrowitz) je vesnice, část města Týniště nad Orlicí v okrese Rychnov nad Kněžnou. Nachází se asi 4 km na severozápad od Týniště nad Orlicí. Prochází zde silnice I/11. V roce 2009 zde bylo evidováno 76 adres. V roce 2001 zde trvale žilo 136 obyvatel.
Petrovičky leží v katastrálním území Petrovice nad Orlicí o výměře 12,57 km2.